# Englerophytum oubanguiense
Englerophytum oubanguiense là một loài thực vật có hoa trong họ Hồng xiêm. Loài này được (Aubrév. & Pellegr.) Aubrév. & Pellegr. mô tả khoa học đầu tiên năm 1961.